# 上杉憲英
上杉 憲英（うえすぎ のりふさ）は、南北朝時代から室町時代にかけての武士。庁鼻和上杉家初代当主。武蔵国庁鼻和城主。

## 略歴
上杉憲顕の六男として誕生した。母は木戸氏と伝えられる。
康応年間、現在の深谷市近郊に庁鼻和城を築城、庁鼻和（こばなわ）上杉家を名乗る。また、城内に国済寺を創建した。
武蔵平一揆や新田義宗・脇屋義治の反乱を鎮圧し、明徳3年（1392年）に奥羽地方が鎌倉府の管轄に移されると、奥州管領に任じられて嫡男の憲光とともに任にあたった。
なお、父の死後に弟の憲栄が越後守護職を継承することに異論を唱えたが、敗れている。
後に子孫の上杉房憲が深谷城を立てて深谷上杉家を名乗る。戦国時代中期には後北条氏に降り、氏憲の代には所領を失う。